# Mulieris dignitatem

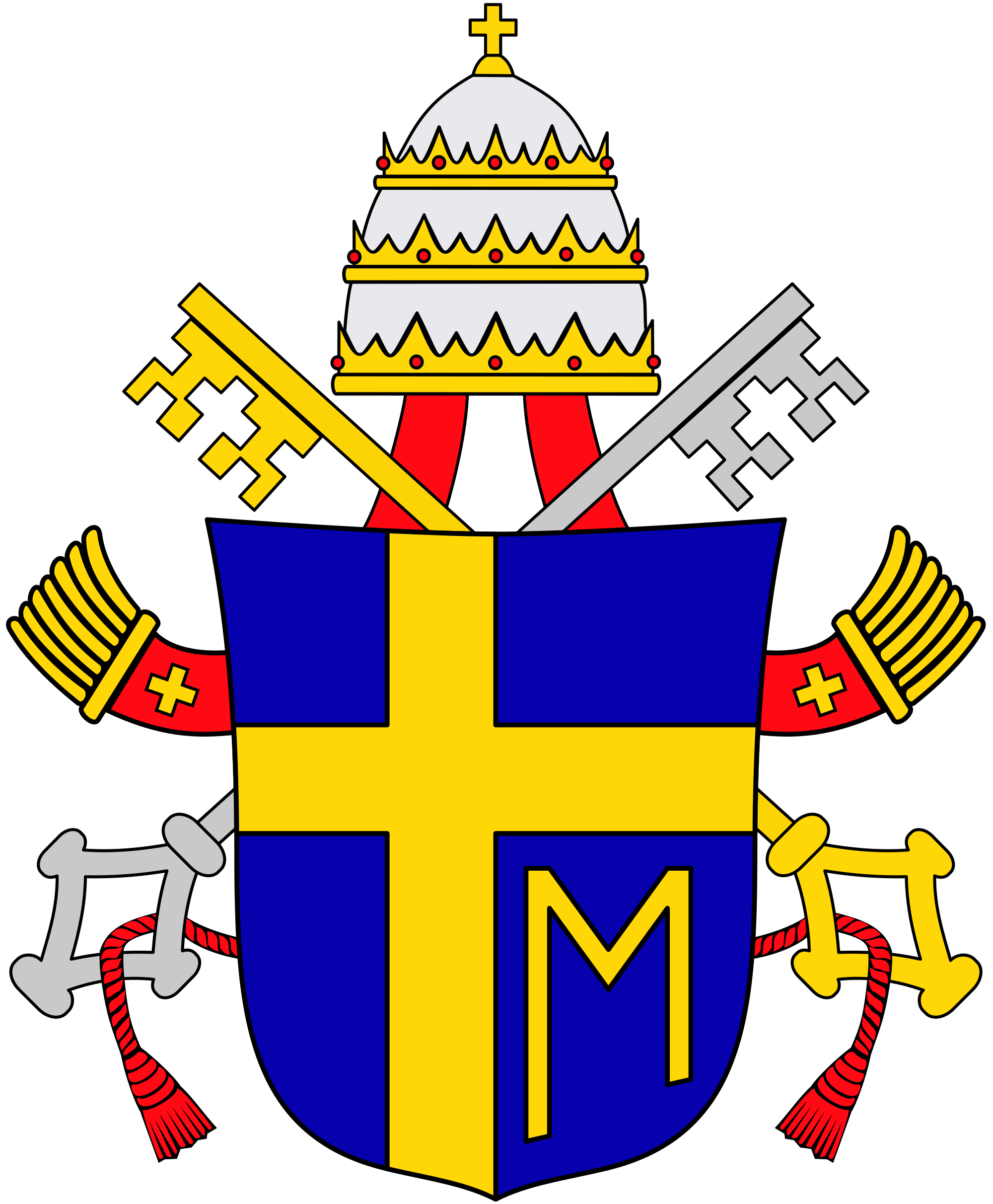
Brasão pontifício de João Paulo II

Mulieris dignitatem é um documento pontifício publicado sob a forma de Carta Apostólica por João Paulo II em 15 de agosto de 1988, no décimo ano do seu pontificado, por ocasião do "Ano Mariano".
Por ocasião do vigésimo aniversário desta carta apostólica sobre a mulher, o Pontifício Conselho para os Leigos organizou um Congresso Internacional em Roma com lugar nos dias 7 a 9 de fevereiro de 2008, com o tema: "Mulher e varão, a totalidade do "humanum".
Os temas tratados são: maternidade, paternidade e a importância dessas duas dimensões na família e nos vários âmbitos sociais, o equilíbrio entre a vida familiar e o trabalho, a necessidade de uma maior presença da mulher no setor público e na assunção de responsabilidades eclesiais e civis.
Os objetivos do Congresso são realizar um balanço do percorrido nos últimos vinte anos no âmbito da promoção da mulher e do reconhecimento de sua dignidade. Aprofundar, através da luz da Revelação, nos novos paradigmas culturais e as dificuldades que as mulheres devem enfrentar para viver a sua própria identidade. 